# 一本松康雄
一本松 康雄（いっぽんまつ やすお、1929年9月12日 - 2012年11月5日）は、日本の経営者。神戸電鉄社長を務めた。兵庫県出身。一本松珠璣の息子。

## 経歴
1950年に第一高等学校を経て、1953年に東京大学法学部を卒業し、同年に京阪神急行電鉄(現在の阪急電鉄)に入社。1983年6月に取締役に就任し、1986年6月に常務、1988年6月に専務となった。

### 神戸電鉄社長に就任
約22年間にわたって神戸電鉄の発展に尽力した中田大三の後任として、1992年（平成4年）6月25日の取締役会において神戸電鉄社長に就任する役員人事が決定した。前社長である中田大三の社長方針「ルールを守れ。基本作業の手順を確実に実行せよ」を踏襲するとともに、新たに「人間性の尊重」を掲げ、社員一人ひとりが自由に発言する企業風土づくりに注力した。
鉄道事業においては「力強い動脈としての鉄道」を目指し、粟生線・三田線の複線化、スピードアップ、駅舎の新築を推進する一方、高齢化社会に対応した駅施設のリニューアルを推し進め、ハード・ソフト両面にわたる新しい鉄道づくりを行った。
不動産事業においても前任の中田大三同様に積極策を採り、ファミリーマンション「クレイシアシリーズ」の開発、パークヒル神戸での戸建住宅の建築・販売を推し進めたほか、ニュータウン「神鉄六甲ひばりが丘」ではアメリカ・カナダ輸入住宅の販売を行うなど新機軸を打ち出した。
阪神・淡路大震災を乗り越えた1997年（平成9年）6月27日、神戸電鉄グループは基礎固めの段階ではなく、すでに事業の拡大を図る発展の段階に移行したとして、社長方針を「勇気と情熱」に新訂。神戸電鉄グループの発展に傾注し、1998年（平成10年）6月に会長を経て、2000年（平成12年）6月に相談役に就任した。
2003年11月に旭日中綬章を受章。
2012年11月5日急性心不全のために死去。83歳没。